# Швајцарска на Светском првенству у атлетици на отвореном 2007.
Швајцарска је на 11. Светском првенству у атлетици на отвореном 2007. одржаном у Осаки од 25. августа до септембра, учествовала једанаести пут, односно учествовала је на свим првенствима до данас. Репрезентацију Швајцарске представљало је 12 учесника (7 мушкараца и 5 жена) који су се такмичили у 8 дисциплина (5 мушке и 3 женске).
На овом првенству Швајцарска је освојила једну бронзану медаљу и делила 36 место у укупном пласману од 48 земаља освајача медаљаосвајача медаља. На табели успешности (према броју и пласману такмичара који су учествовали у финалним такмичењима (првих 8 такмичара)), делила је 48 место са Алжиром и Катаром са освојениф 7 бодова. По овом основу бодове су добили представници 66 земаља, од 200 земаља учесница.
| Плас. | Земља      | 1. место | 2. место | 3. место | 4. место | 5. место | 6. место | 7. место | 8. место | Бр. финал. | Бод. |
| ----- | ---------- | -------- | -------- | -------- | -------- | -------- | -------- | -------- | -------- | ---------- | ---- |
| =48   | Швајцарска | 0        | 0        | 1        | 0        | 0        | 0        | 0        | 1        | 2          | 7    |

## Учесници
| Мушкарци: - Марко Крибари — 200 м - Марк Шнебергер — 200 м - Андреас Кундерт — 110 м препоне - Виктор Ретлин — Маратон - Александер Мартинез — Троскок - Феликс Лорец — Бацање копља - Штефан Милер — Бацање копља | Жене: - Мари Поли — 20 км ходање - Ана Катерина Шмид — Скок мотком - Силви Дифур — Седмобој - Симон Оберер — Седмобој - Линда Циблин — Седмобој |  |

## Освајачи медаља

### Бронза
- Виктор Ретлин — Маратон

## Резултати

### Мушкарци
| Атлетичар           | Дисциплина    | Лични рекорд | Квалификације | Квалификације | Четвртфинале         | Четвртфинале | Полуфинале           | Полуфинале           | Финале               | Финале       | Детаљи |
| Атлетичар           | Дисциплина    | Лични рекорд | Резултат      | Место         | Резултат             | Место        | Резултат             | Место                | Резултат             | Место        | Детаљи |
| ------------------- | ------------- | ------------ | ------------- | ------------- | -------------------- | ------------ | -------------------- | -------------------- | -------------------- | ------------ | ------ |
| Марко Крибари       | 200 м         | 20,54        | 20,71         | 7. у гр 2 кв  | 20,86                | 7 у гр. 3    | Није се квалификовао | Није се квалификовао | Није се квалификовао | 25 / 48 (49) |        |
| Марк Шнебергер      | 200 м         | 20,47        | 20,72         | 3. у гр 5 КВ  | 21,09                | 7 у гр.4     | Није се квалификовао | Није се квалификовао | Није се квалификовао | 29 / 48 (49) |        |
| Андреас Кундерт     | 110 м препоне | 13,59        | 13,68         | 5. у гр 5     |                      |              | Није се квалификовао | Није се квалификовао | Није се квалификовао | 26 / 39 (44) |        |
| Виктор Ретлин       | Маратон       | 2:08:20 НР   |               |               |                      |              |                      |                      | 2:17:25              |              |        |
| Александар Мартинез | троскок       | 17,51 НР     | 16,71         | 6. гр А кв    |                      |              |                      |                      | 16,85                | 8 / 33 (36)  |        |
| Феликс Лорец        | бацање копља  | 78,56        | 77,54         | 12. у гр Б    | Није се квалификовао | 32 / 35      |                      |                      |                      |              |        |
| Штефан Милер        | бацање копља  | 82,07 НР     | 71,48         | 15. у гр А    | Није се квалификовао | 31 / 35      |                      |                      |                      |              |        |

### Жене
| Атлетичарка       | Дисциплина   | Лични рекорд | Квалификације | Квалификације | Финале                | Финале       | Детаљи |
| Атлетичарка       | Дисциплина   | Лични рекорд | Резултат      | Место         | Резултат              | Место        | Детаљи |
| ----------------- | ------------ | ------------ | ------------- | ------------- | --------------------- | ------------ | ------ |
| Мари Поли         | 20 км ходање | 1:35:41 НР   |               |               | 1:35:54               | 21 / 33 (42) |        |
| Ана Катерина Шмид | скок мтком   | 17,51 НР     | 4,20          | 14. гр Б      | Није се квалификовала | 30 / 33      |        |

седмобој
| Атлетичарка  | Дисциплина   | 100 м пр. | Вис     | БКу      | 200 м    | Даљ      | БКо      | 800 м      | Укупно   | Пласман      | Белешка |
| ------------ | ------------ | --------- | ------- | -------- | -------- | -------- | -------- | ---------- | -------- | ------------ | ------- |
| Силви Дифур  | Лични рекорд | 13,74     | 1,78    | 13,81    | 24,77    | 6,05     | 48,74    | 2:12,27    | 6.112    |              |         |
| Силви Дифур  | Резултат     | 14,10ЛРС  | 1,74ЛРС | 13,65ЛРС | 25,45ЛРС | 5,70     | 39,75    | 2:14,46ЛРС | 5.805    | 27 / 33 (39) |         |
| Силви Дифур  | Бодови       | 964       | 903     | 771      | 846      | 759      | 662      | 900        | 5.805    | 27 / 33 (39) |         |
| Симон Оберер | Лични рекорд | 13,64     | 1,84    | 13,21    | 25,00    | 6,04     | 41,51    | 2:16,67    | 6.052    |              |         |
| Симон Оберер | Резултат     | 13,62ЛР   | 1,80    | 12,20    | 25,66    | 6,07     | 40,60    | 2:13,47    | 5.922    | 22 / 33 (39) |         |
| Симон Оберер | Бодови       | 1.033     | 978     | 893      | 674      | 862      | 679      | 869        | 5.922    | 22 / 33 (39) |         |
| Линда Циблин | Лични рекорд | 13,55     | 1,69    | 12,87    | 25,45    | 6,24     | 48,39    | 2:18,20    |          |              |         |
| Линда Циблин | Резултат     | 13,63     | 1,65    | 12,43    | 24,75 ЛР | 5,98 ЛРС | 49,85 ЛР | 2:16,72ЛР  | 5.995 ЛР | 20 / 32 (39) |         |
| Линда Циблин | Бодови       | 1.031     | 795     | 690      | 910      | 843      | 857      | 869        | 5.995 ЛР | 20 / 32 (39) |         |